# Ercole Lelli
Ercole Lelli, o Ercole Lellj (Bologna, 14 settembre 1702 – Bologna, 7 marzo 1766), è stato un anatomista, scultore, pittore e ceroplasta italiano.

## Biografia

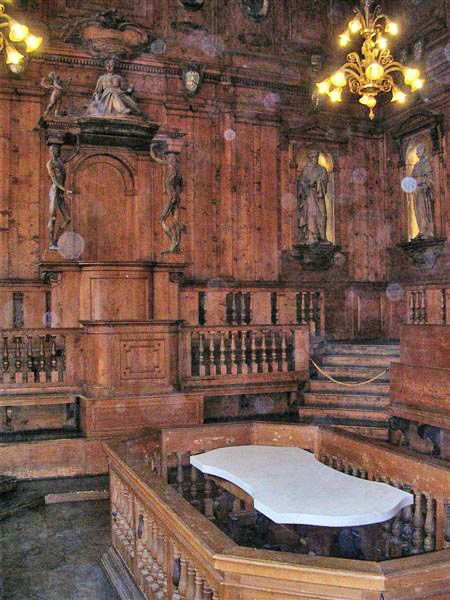
Archiginnasio di Bologna, Teatro anatomico, sulla sinistra il baldacchino retto dalle due statue lignee del Lelli

Figlio di un armaiolo, da ragazzo avrebbe lavorato presso l'officina paterna e si sarebbe distinto per la costruzione di un raffinatissimo archibugio. L'inclinazione al disegno lo indirizzò allo studio delle arti figurative; studiò presso Francesco Merighi, Ferdinando Galli Bibiena e soprattutto Giovan Pietro Zanotti. Quest'ultimo indirizzò il Lelli agli studi anatomici e lo agevolò nell'ottenimento del Premio Marsili per la prima classe di figura con il disegno a matita nera (3 giugno 1727). Da quel momento il nome del Lelli cominciò ad acquistare credito presso i privati come pittore di soggetti storici e religiosi.
Il Lelli tuttavia si dedicò alle illustrazioni scientifiche di anatomia; nel 1732 creò una statuetta anatomica che ottenne uno straordinario successo: fu replicata in numerose versioni in gesso, mentre l'originale in bronzo rimase all'Accademia Clementina di Bologna che nel 1772 la regalò all'Accademia di San Pietroburgo. Dopo questo esordio fortunato Ercole Lelli si dedicò sempre di più alla scultura anatomica. Nel 1733-34 creò due statue maschili in legno (chiamate "gli spellati"), frutto di uno studio che aveva richiesto la dissezione di "nulla meno di cinquanta cadaveri", per il teatro anatomico dell'Archiginnasio di Bologna. La stima pubblica per il Lelli gli fece ottenere la nomina di "maestro dei conii" presso la Zecca di Bologna (7 settembre 1734). Nel frattempo ebbe modo di farsi apprezzare dal cardinale Prospero Lambertini, nel 1740 papa Benedetto XIV, per cui il 21 novembre 1742 il Lelli fu accolto all'Accademia Clementina) e, tre giorni dopo, con la fondazione del Museo di notomia umana dell'Istituto delle scienze, fu incaricato di eseguire otto statue anatomiche in cera di grandezza naturale, fra cui due nudi e sei scorticati, e oltre quaranta tavole raffiguranti vari muscoli e ossa dello scheletro. Il Lelli si servì della consulenza del chirurgo Boari e dell'operato di scultori, dapprima Filippo Scandellari e Domenico Piò, successivamente Giovanni Manzolini e Luigi Dardani. Ammesso all'Accademia delle Scienze, nel 1747 si recò a Roma per selezionare gli strumenti ottici di Giuseppe Campani da recare a Bologna. Lo stesso anno scolpì il ritratto in bronzo di Luigi Ferdinando Marsili conservato nell'Accademia delle scienze di Bologna.
Venuto meno il suo protettore Benedetto XIV nel 1758, l'attività del Lelli ebbe una sensibile diminuzione. Negli anni successivi si dedicò soprattutto all'insegnamento di anatomia artistica e forse allora iniziò la stesura di un opuscolo, Compendio anatomico per uso de' pittori e scultori che fu edito solo dopo la sua morte, ma senza indicazione dell'anno, con il titolo Anatomia esterna del corpo umano, composto di dodici carte e corredato da cinque tavole incise, è considerato di fondamentale importanza per gli studi accademici dell'epoca; ne sono noti tuttavia due soli esemplari, entrambi in biblioteche di Bologna.